# Heinrich Barth (filozof)
Heinrich Barth (3. února 1890 Basilej – 22. května 1965 tamtéž) byl švýcarský filozof, bratr teologa Karla Bartha.

## Život a dílo
Studoval v Curychu a Marburku, od r. 1918 až do emeritace r. 1960 pak přednášel na univerzitě v Basileji.
Do 30. let rozvíjel ve stopách marburské novokantovské školy filosofii "kritického idealismu"; nejvýznamnějším dílem této první fáze jeho myšlení byla Philosophie der praktischen Vernunft (Filozofie praktického rozumu) z r. 1927. Zároveň pomáhal rozvíjet dialektickou teologii svého bratra Karla; s teologickou problematikou se vyrovnával i ve svých filozofických spisech.
Ve 40. letech začal rozvíjet svou specifickou filozofii existence, již pak shrnul v pozdním syntetickém díle Erkenntnis der Existenz (Poznání existence), vydaném až posmrtně. Lidskou existenci vykládá – stále v jisté návaznosti na Kantovu praktickou filosofii – jako vždy aktuální poznávání toho, co zde a nyní má být vykonáno, jako trvalou snahu dostát deontologickému nároku přítomné situace, jako neustálé hledání nejlepší možnosti bezprostředně budoucího jednání.
V letech 1947 a 1959 vydal ve dvou svazcích rozsáhlý historicko-systematický spis Philosophie der Erscheinung (Filozofie zjevování).